# Cercle circonscrit à un triangle
 (février 2023).
Si vous disposez d'ouvrages ou d'articles de référence ou si vous connaissez des sites web de qualité traitant du thème abordé ici, merci de compléter l'article en donnant les références utiles à sa vérifiabilité et en les liant à la section « Notes et références ».

Médiatrices et cercle circonscrit d'un triangle

En géométrie du triangle, le cercle circonscrit à un triangle non plat est l'unique cercle passant par ses trois sommets.
Le centre de ce cercle est le point de concours des médiatrices des côtés du triangle.

## Propriétés élémentaires
- Les trois médiatrices d'un triangle sont concourantes en un point O équidistant des trois sommets (qui est aussi le centre du cercle circonscrit, voir ci-dessous).

- Il existe un et un seul cercle passant à la fois par les trois sommets du triangle. Ce cercle de centre O est appelé cercle circonscrit au triangle.

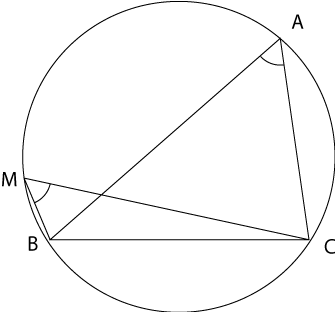
Cercle circonscrit défini par le théorème de l'angle inscrit.

- D'après le théorème de l'angle inscrit, le cercle circonscrit au triangle (ABC) est le lieu des points M vérifiant :{\displaystyle ((MB),(MC))=((AB),(AC))\,(1)} où {\displaystyle (D,D')} désigne l'angle orienté des droites D et D'. On peut permuter les lettres A,B,C dans la relation (1) , ou l'écrire sous la forme :

- Il existe une infinité de triangles dont la base est connue et d'angle au sommet opposé connu, et le lieu de ces sommets forme un cercle.

- Si H est l'orthocentre du triangle ABC, les cercles circonscrits à ABC, HAB, HAC et HBC ont même rayon[1].

## Centre, rayon et équation cartésienne

### Centre
On note O le centre du cercle circonscrit, a = BC, b = CA, c = AB  les longueurs des trois côtés du triangle et {\displaystyle {\hat {A}},{\hat {B}},{\hat {C}}} les angles opposés respectivement à chacun de ces trois côtés.
Dans le repère barycentrique {\displaystyle (A,B,C)}, les coordonnées barycentriques du centre O sont {\displaystyle (\sin 2{\hat {A}},\sin 2{\hat {B}},\sin 2{\hat {C}})}, ou {\displaystyle (a\cos {\hat {A}},b\cos {\hat {B}},c\cos {\hat {C}})}, ou encore {\displaystyle \left(a^{2}(b^{2}+c^{2}-a^{2}),b^{2}(c^{2}+a^{2}-b^{2}),c^{2}(a^{2}+b^{2}-c^{2})\right)}.
L'équation barycentrique du cercle circonscrit est {\displaystyle bcx^{2}+acy^{2}+abz^{2}=0}.
Ses coordonnées trilinéaires sont {\displaystyle \cos {\hat {A}}:\cos {\hat {B}}:\cos {\hat {C}}}.
Ses coordonnées cartésiennes dans un repère orthonormé sont, avec les coordonnées de ses sommets {\displaystyle A=(x_{A},y_{A})}, {\displaystyle B=(x_{B},y_{B})}, {\displaystyle C=(x_{C},y_{C})} et  le double de son aire {\displaystyle 2S=\Delta ={\begin{vmatrix}x_{A}&y_{A}&1\\x_{B}&y_{B}&1\\x_{C}&y_{C}&1\end{vmatrix}}} :
{\displaystyle x_{O}={\frac {1}{2\Delta }}{\begin{vmatrix}x_{A}^{2}+y_{A}^{2}&y_{A}&1\\x_{B}^{2}+y_{B}^{2}&y_{B}&1\\x_{C}^{2}+y_{C}^{2}&y_{C}&1\end{vmatrix}},\qquad y_{O}=-{\frac {1}{2\Delta }}{\begin{vmatrix}x_{A}^{2}+y_{A}^{2}&x_{A}&1\\x_{B}^{2}+y_{B}^{2}&x_{B}&1\\x_{C}^{2}+y_{C}^{2}&x_{C}&1\end{vmatrix}}}.
On le démontre en identifiant les coefficients dans les deux équations cartésiennes équivalentes ci-dessous.

### Rayon
Son rayon R peut s'exprimer grâce à la loi des sinus :
{\displaystyle {\frac {a}{\sin {\hat {A}}}}={\frac {b}{\sin {\hat {B}}}}={\frac {c}{\sin {\hat {C}}}}={\frac {abc}{2S}}=2R}
où S désigne l'aire du triangle.
On en déduit les expressions symétriques : {\displaystyle R={\frac {p}{\sin {\hat {A}}+\sin {\hat {B}}+\sin {\hat {C}}}}} où p = a + b + c/2 est le demi-périmètre du triangle et {\displaystyle R^{2}={S \over {2\sin {\hat {A}}\sin {\hat {B}}\sin {\hat {C}}}}}.
Compte tenu de la formule de Héron, on a : {\displaystyle R={abc \over {4{\sqrt {p(p-a)(p-b)(p-c)}}}}}.
La relation d'Euler donne la distance d du centre du cercle circonscrit au centre du cercle inscrit, soit d2 = R2 – 2Rr (où r est le rayon du cercle inscrit).

### Équation cartésienne
Dans le plan euclidien, il est possible de donner l'équation cartésienne du cercle circonscrit au triangle.
Le cercle circonscrit est l'ensemble des points {\displaystyle M=(x,y)} tels que {\displaystyle \left\|{\overrightarrow {OM}}\right\|^{2}=R^{2}} avec {\displaystyle O} et {\displaystyle R} comme ci-dessus, soit
Mais on peut aussi écrire directement cette équation cartésienne (sans calculer au préalable {\displaystyle x_{O}}, {\displaystyle y_{O}}et {\displaystyle R}).

### Première écriture, par un déterminant
L'équation cartésienne du cercle circonscrit s'écrit : 

### Deuxième écriture, complexe
Si {\displaystyle a,b,c,z} sont les affixes respectives de {\displaystyle A,B,C,M}, l'équation cartésienne du cercle circonscrit s’obtient en écrivant la nullité de la partie imaginaire de 

## Points remarquables appartenant au cercle circonscrit à un triangle
Appartiennent au cercle circonscrit au triangle :
- les symétriques de l'orthocentre par rapport aux côtés ;

- les symétriques de l'orthocentre par rapport aux milieux des côtés ;

- les milieux des segments joignant les centres des cercles exinscrits au triangle ;
- les milieux des segments joignant le centre du cercle inscrit et le centre des cercles exinscrits au triangle.

- le point d'intersection des médiatrices de chaque côté avec la bissectrice du sommet opposé au côté en question.